# Steatoda pardalia
Steatoda pardalia là một loài nhện trong họ Theridiidae.
Loài này thuộc chi Steatoda. Steatoda pardalia được miêu tả năm 2003 bởi Chang-Min Yin et al..